# Третя київська гімназія

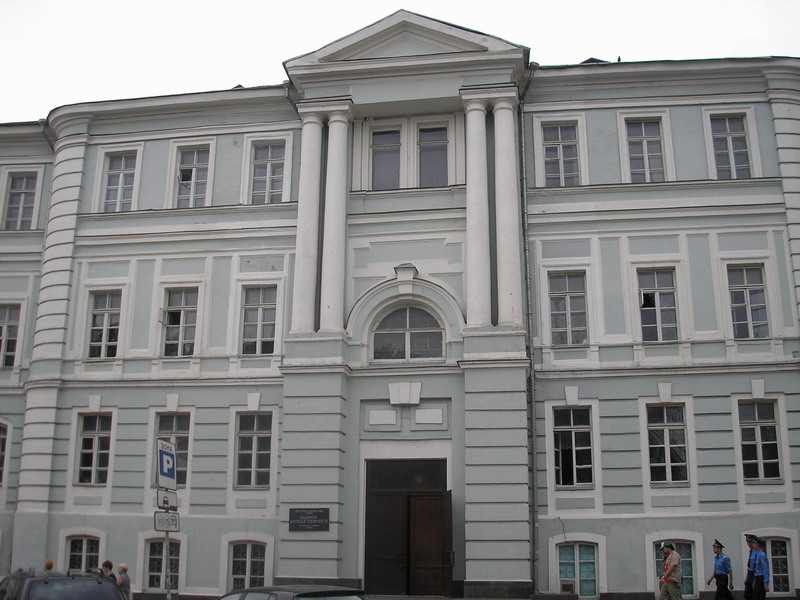
Будинок Назарія Сухоти, де спершу розташовувалась Третя київська гімназія

Третя київська гімназія, Третя чоловіча гімназія — середній загальноосвітній заклад, заснований в 1874 в Києві на Подолі. Гімназія готувала учнів до вступу в університет.

## Історія створення
Заснована як чоловіча гімназія в 1874. Спочатку існувала як Києво-Подільське повітове училище, засноване в 1807. Надалі перетворена на 4-річну прогімназію.
Опікуном гімназії у 1890-х був Олександр Терещенко.

## Будівлі

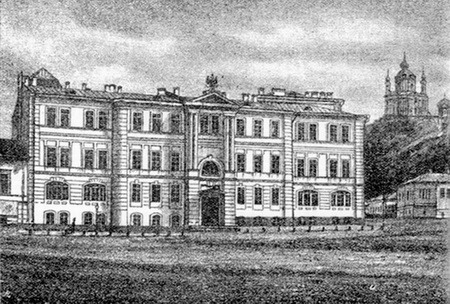
Третя гімназія на початку 1900-х

Розташовувалася за адресою Олександрівська вулиця, 8-12 (нині Контрактова площа, 8). Першим приміщенням гімназії був двоповерховий особняк у стилі класицизму, що належав заможному киянинові Назарію Сухоті. У середині XIX століття в цьому будинку знаходилась Київська міська дума. У 1876—1878 роках будинок Назарія Сухоти на Контрактовій було реконструйовано для потреб гімназії за проектом архітекторів Олександра Шіле та Володимира Ніколаєва (за іншими даними — за проектом архітектора Казанського). У радянський час тут була середня школа № 20. Зараз це приміщення займає районний Будинок дитячої творчості.

## Випускники
У гімназії навчалися:
- Микола Ґалаґан — політичний діяч, член Центральної Ради, який у своїх спогадах описує зокрема і навчання в Третій київській гімназії[1]

- Йосип Гермайзе — історик

- Іван Леонтович — політичний і громадський діяч, меценат і філантроп

- Микола Любченко — прозаїк

- Левко Мацієвич — корабельний інженер

- Володимир Мазюкевич — військовий діяч УНР

- Олександр Оглоблин — історик

- Данило Ратгауз — поет

- Роберт Фоґель — астроном

- архієпископ Андрій — архієпископ

- Олександр Черняхівський — лікар-гістолог та громадський діяч

- Григорій Чупринка — поет

- Лев Шестов — філософ-ідеаліст

- Данило Щербаківський — етнограф, археолог і музеолог

- Феофіл Яновський — вчений-медик

## Працівники

### Директори
- Александрович Микола Григорович (1874 — 1880)
- Безсмертний Євген Адріанович (12 жовтня 1898 — 26 квітня 1903)

### Викладачі
- Воскресенський Сергій Іванович
- Дорожинський Михайло Андрійович
- Ляскоронський Василь Григорович
- Бурчак Федір Степанович
- Кульман Герман Матвейович
- Абрі Олексій Олександрович

## Викладачі гімназії
- Ляскоронський Василь Григорович — географія, історія.